# ヴィムティエ
ヴィムティエ （Vimoutiers）は、フランス、ノルマンディー地域圏、オルヌ県のコミューン。

## 地理
ペイ・ドージュ地方南部のコミューンである。町はリヴァロ・ペイ・ドージュの10キロメートル南、トランの18キロメートル北東、ギャセの北19キロメートル、オルベックの南西22キロメートルに位置している。コミューン内をヴィ川が流れる。
コミューンの標高最高地点は、レ・ヴァントという場所の近くにある、面積の南西端で、236メートルである。反対に最低地点は、北のヴィ川の入り口にあたる地点の92メートルである。コミューンはボカージュの景観を持つ。

## 由来
コミューンの名称は最初ラテン語の形態をもって1025年にVimonasterium、1027年と1035年にin Vivo Monasterio、1071年頃Winmusterium、その後ロマンス語のつづりとなりWestmostier、1175年頃Viumostier（読みはWimostier）、1198年にはWimost[ier]であったことが証明されている。
この名称は-moutierという要素で構成されている。古いフランス語のmostierからきており、monstierは時に修道院（monastère）を表すが、しかし時には教会を意味している。最初のVi-はヴィ川か、可能性が低いがラテン語から生まれたvicus（village、村落）のどちらかを意味する。

## 歴史
ブルターニュ公アラン3世は1040年10月1日にヴィムティエで毒殺されている。
ジュミエージュ修道院が、市場を含めた権利を持っていた。そのためにイエモワ子爵ロジェ1世・ド・モンゴムリと修道院は対立することになった。
1830年、ヴィムティエは南西を接するポン・ド・ヴィと合併した。
第二次世界大戦中のノルマンディーの戦いで、ヴィムティエの町は1944年6月14日アメリカの爆撃によってほぼ完全に破壊された（唯一残ったのは教会だった）。200人の死者が出た ·  · 。ヴィムティエは武装親衛隊第2SS機甲師団（en）の後方基地となっており、ファレーズ・ポケットの戦いで連合国側について戦うポーランド軍第1機甲師団（fr）がカウンター攻撃を仕掛けた。
ヴィムティエが解放されたのは1944年8月22日、オルメル山にてシャンボワの戦いが終わった後、カナダ軍によってであった。オルメル山にはノルマンディーの戦いの記念碑がたち、人々が訪れる。

## 人口統計
| 1962年 | 1968年 | 1975年 | 1982年 | 1990年 | 1999年 | 2009年 | 2013年 |
| ------ | ------ | ------ | ------ | ------ | ------ | ------ | ------ |
| 3701   | 4572   | 5019   | 4918   | 4723   | 4418   | 3828   | 3569   |

参照元:1962年から1999年までは複数コミューンに住所登録をする者の重複分を除いたもの。それ以降は当該コミューンの人口統計によるもの。1999年までEHESS/Cassini、2006年以降INSEE。

## 姉妹都市
- ゾントラ、ドイツ
- フォーディングブリッジ、イギリス
- シャテレ、ベルギー

## 出身者
- シャルロット・コルデー（フランス革命期のジャン＝ポール・マラー殺害者。美貌で知られる貧乏貴族女性） - ヴィムティエ近郊サン＝サチュルナン＝デ＝リニュリ (Saint-Saturnin-des-Ligneries) 生まれ
- ジョゼフ・ラニエル（政治家）